# Pie-d’Orezza
Pie-d’Orezza (korsisch U Ped'Orezza; italienisch Pie d'Orezza) ist eine kleine französische Gemeinde mit 37 Einwohnern (Stand 1. Januar 2022) im Département Haute-Corse auf der Insel Korsika. Sie gehört zum Arrondissement Corte und zum Kanton Castagniccia.

## Geographie
Die Gemeinde liegt in der Landschaft Castagniccia, im Regionalen Naturpark Korsika. Der höchste Punkt befindet sich auf 1766 m. ü. M. am Mont San Petrone. Die Nachbargemeinden sind
- San-Lorenzo und Campana im Norden,
- Piedicroce im Nordosten und im Osten,
- Stazzona und im Südosten,
- Piedipartino im Südosten und im Süden,
- Carticasi im Südwesten und im Westen,
- San-Lorenzo im Westen und im Nordwesten.

Im Gemeindegebiet entspringt der Fluss Fium Alto.

## Bevölkerungsentwicklung
| 1962 | 1968 | 1975 | 1982 | 1990 | 1999 | 2008 | 2016 |
| ---- | ---- | ---- | ---- | ---- | ---- | ---- | ---- |
| 68   | 58   | 55   | 43   | 39   | 25   | 35   | 36   |